# Terebești
Terebești (in ungherese Krasznaterebes) è un comune della Romania di 1 586 abitanti, ubicato nel distretto di Satu Mare, nella regione storica della Transilvania. 
Il comune è formato dall'unione di 4 villaggi: Aliza, Gelu, Pișcari, Terebești.